# Carmen Thiele
Carmen Thiele ist eine deutsche Rechtswissenschaftlerin und Hochschullehrerin.

## Werdegang
Carmen Thiele studierte in Moskau Rechtswissenschaften mit internationalem Bezug und ging nach Abschluss des Studiums 1982 nach Kuba. In Santiago de Cuba war sie Jura-Professorin. 1991 kam sie zurück nach Frankfurt (Oder) und wurde Ausländerbeauftragte der Stadt. 1993 ging Carmen Thiele als wissenschaftliche Mitarbeiterin an die Europa-Universität Viadrina. Dort promovierte sie im Dezember 1998 bei Theodor Schweisfurth, habilitierte sich 2007 und wurde 2012 zur außerplanmäßigen Professorin für Völkerrecht, Ostrecht und Rechtsvergleichung ernannt.

## Forschung
Thieles Forschungsschwerpunkte liegen auf Völkerrecht, Menschenrechtsschutz und Ostrecht.
In dem vom Europäischen Zentrum für Minderheitenfragen veröffentlichten Diskussionspapier The criterion of Citizenship for Minorities: The example of Estonia forderte sie 1999 die Abschaffung der Praxis, Kriterien der Staatsbürgerschaft als Voraussetzung für die Zugehörigkeit zu einer nationalen Minderheit auf europäischer Ebene zu verwenden.
In ihrer Dissertation Selbstbestimmungsrecht und Minderheitenschutz in Estland untersucht und erläutert sie u. a. „völkerrechtliche Formen“ des Selbstbestimmungsrechts der Völker, „staatsangehörigkeitsrechtliche Regelungen“ sowie den Minderheitenschutz am Beispiel Estlands im Kontext dessen kürzlich wiedererlangter Unabhängigkeit. Sie bescheinigt dem baltischen Staat „weitgehende Völkerrechtskonformität“, weist jedoch auf das Problem des interethnischen estnisch-russischen Konflikts infolge der Bevölkerungsverschiebung während der sowjetischen Besatzung hin. Rezensent Cornelius Hasselblatt attestiert der „bemerkenswerten“ Arbeit in der Fachzeitschrift Osteuropa eine „Herausforderung an das Völkerrecht“ zu sein und hebt lobend Thieles Quellenarbeit und Hintergrundwissen hervor.
Ihre umfassende Habilitationsschrift Regeln und Verfahren der Entscheidungsfindung innerhalb von Staaten und Staatenverbindungen untersucht Abstimmungsverfahren und nimmt laut der Politikwissenschaftlerin Hannah Kowalski eine „Typisierung von Entscheidungsregeln und Verfahren mit dem Ziel, eine Optimierung von Entscheidungsprozesse in Kollegialorganen zu ermöglichen“, vor.

## Schriften (Auswahl)
- The criterion of Citizenship for Minorities. The example of Estonia (= ECMI Working Paper. Nr. 5). Europäisches Zentrum für Minderheitenfragen, Flensburg August 1999 (28 S.).
- Selbstbestimmungsrecht und Minderheitenschutz in Estland (= Schriftenreihe der Juristischen Fakultät der Europa-Universität Viadrina Frankfurt (Oder)). Springer, Berlin [u. a.] 1999, ISBN 3-540-66054-2 (zugleich: Frankfurt (Oder), Univ., Diss., 1998/99).
- Fragmentierung des Völkerrechts als Herausforderung für die Staatengemeinschaft. In: Archiv des Völkerrechts. Band 46, Nr. 1, 2008, S. 1–41, doi:10.1628/000389208783929084.
- Regeln und Verfahren der Entscheidungsfindung innerhalb von Staaten und Staatenverbindungen. Staats- und kommunalrechtliche sowie europa- und völkerrechtliche Untersuchungen. Springer, Berlin [u. a.] 2008, ISBN 978-3-540-78994-9 (zugleich: Frankfurt (Oder), Univ., Habil.-Schrift, 2007).
- Der Schutz der Menschenrechte durch den IGH. In: Archiv des Völkerrechts. Band 51, Nr. 1, 2013, S. 1–41, doi:10.1628/000389213X13614621599971.
- Herausgeberwerk, gem. m. Carsten Nowak: Effektivität des Grundrechtsschutzes in der Europäischen Union. Beiträge zum 10. Jahrestag der rechtsverbindlichen EU-Grundrechtecharta. Nomos, Baden-Baden 2021, ISBN 978-3-7489-2403-6.